# Caucanthus auriculatus
Caucanthus auriculatus är en tvåhjärtbladig växtart som först beskrevs av Ludwig Radlkofer, och fick sitt nu gällande namn av Franz Josef Niedenzu. Caucanthus auriculatus ingår i släktet Caucanthus och familjen Malpighiaceae. Inga underarter finns listade i Catalogue of Life.